# Louis Joel Mordell
Louis Joel Mordell, FRS, ameriško-britanski matematik, * 28. januar 1888, Filadelfija, Pensilvanija, ZDA, † 12. marec 1972, Cambridge, grofija Cambridgeshire, Anglija.
Mordell je znan po svojem pionirskem delu v teoriji števil.

## Življenje in delo
Izhajal je iz judovske družine litovskega porekla. Za matematiko se je začel zanimati v nižji srednji šoli. V gimnaziji, tedaj nastarejši srednji šoli zunaj Nove Anglije, so mu sošolci nadeli vzdevek »X, Y, Z«. Decembra 1906 je prišel v Cambridge na sprejemni izpit za Kolidž St John's, ki ga je uspešno opravil, in s tem dobil tudi študijsko štipendijo. Dovolj dobrega predznanja na srednji šoli ni mogel dobiti, vendar se je večino neelementarne matematike naučil sam. Pomagal si je z rabljenimi knjigami, kjer so bile tudi naloge s cambriškega zaključnega izpita. Ker sta bila starša revna, si je tudi zaslužil del denarja za vozovnico s poučevanjem svojih sošolcev. Po sprejemnem izpitu je imel le toliko denarja, da je lahko s telegramom sporočil očetu dobro novico. Če štipendije ne bi dobil, bi si moral v Angliji začeti služiti kruh.
Na zaključnem izpitu je bil tretji. Ker z razliko od nemških univerz tedaj v Cambridgeu ni bilo doktorskeg študija, je začel neodvisno raziskovati posamezne diofantske enačbe: vprašanje celoštevilskih točk na kubični krivulji in poseben primer, ki se sedaj imenuje Thuejeva enačba, Mordellovo enačbo, ki jo je obravnaval že de Fermat:
{\displaystyle y^{2}=x^{3}+k\!\,.}
Za obravnavo tega problema je prejel drugo Smithovo nagrado Univerze v Cambridgeu.
V letu 1913 je začel poučevati na Kolidžu Birkbeck v Londonu. Med 1. svetovno vojno je za Ministrstvo za orožje opravljal dela iz statistike. Leta 1916 se je poročil z Mabel Elizabeth Cambridge. V vojnem času raziskovanja v matematiki ni povsem opustil in je leta 1917 pri raziskovanju modularnih funkcij dokazal dve od treh značilnosti Ramanudžanove funkcije τ: 
- multiplikativnost: {\displaystyle \tau (mn)=\tau (m)\tau (n)\!\,,} če sta m in n tuji števili ({\displaystyle D(m,n)=1\!\,}), in
- {\displaystyle \tau (p^{r+1})=\tau (p)\tau (p^{r})-p^{11}\tau (p^{r-1})\!\,} za praštevilo p in {\displaystyle r\in \mathbb {Z} _{>0}}.

Tretjo značilnost:
{\displaystyle |\tau (p)|\leq 2p^{11/2}} za vsa praštevila p
je dokazal leta 1974 Deligne. Mordellov dokaz je kasneje ponovno odkril in razširil Hilbertov učenec Hecke. Problem se je izkazal za osnovnega v teoriji Heckejevih operatorjev in je bil hkrati velik napredek v teoriji modularnih form, ki so jo tedaj imeli za čudno vejo teorije specialnih funkcij.
Leta 1920 je postal profesor na tedanjem Mestnem tehnološkem kolidžu v Manchestru (danes od leta 2004 Univerza v Manchestru (UM)). Nato je leta 1922 kot izredni profesor prevzel Fieldenovo stolico za čisto matematiko na tedanji zvezni Univerzi Victoria (danes UM), leto kasneje pa je postal redni profesor. V tem času se je začel zanimati za tretje področje znotraj teorije števil, geometrijo števil, ki izhaja iz dela Minkowskega. Med letoma 1921 in 1922 se je ukvarjal s problemom, ki ga je verjetno postavil Poincaré okoli leta 1908, dokazal pa Mordell. Tega leta je tudi postavil domnevo o racionalnih rešitvah diofantskih enačb, ki jo je leta 1983 dokazal Faltings, za kar je leta 1986 prejel Fieldsovo medaljo.
V letu 1924 so Mordella izbrali za člana Kraljeve družbe, čeprav je bil še vedno ameriški državljan.
Mordell je leta 1929 sprejel britansko državljanstvo. V Manchestru je ustanovil oddelek, ki je ponujal delovna mesta več izjemnim matematikom, ki niso dobili dela drugod po Evropi. Sem so prišli: Baer, Billing, Erdős, Ke Čao, Mahler in Segre. Sodelavci oddelka so bili tudi: Todd, Du Val, Davenport, Young in mnogi drugi ugledni povabljeni gosti. Med letoma 1943 in 1945 je bil predsednik Londonskega matematičnega društva.
V letu 1945 se je vrnil v Cambridge, kjer je nadomestil Hardyja, in postal peti predstojnik stolice Sadleirove za čisto matematiko in bil na tem mestu do leta 1953, ko se je uradno upokojil. V tem času je imel le raziskovalne študente, med njimi je bil Cassels, sedmi profesor Sadleirove. Zanj bi bil dokaz o transcendentnosti Euler-Mascheronijeve konstante γ verjetno vreden doktorata. Njegova knjiga Diofantske enačbe (Diophantine Equations, 1969) je izšla na podlagi njegovih predavanj in daje vpogled v njegov diskurziven slog.
Bil je dejaven vse do svoje smrti. Bil je velik ljubitelj gora. Tudi v visoki starosti je predaval na več univerzah, zadnje gostujoče predavanje je na Linnikovo pobudo imel v Leningradu, po vrnitvi domov pa je zbolel in kmalu zatem preminul.

## Priznanja

### Nagrade
Londonsko matematično društvo mu je leta 1941 podelilo De Morganovo medaljo, Kraljeva družba pa mu je za dosežke s področja teorije števil leta 1949 podelila Sylvestrovo medaljo.